# Jindřich Karel z Osteinu
Jindřich Karel hrabě z Osteinu (německy Johann Franz Heinrich Karl Sebastian Reichsgraf von Ostein) (2. února 1693, Amorbach – 29. dubna 1742, Frankfurt nad Mohanem) byl německý šlechtic, politik a diplomat ve službách Habsburků. Díky rodinným vazbám zastával od mládí čestné funkce v různých zemích Svaté říše římské, působil také v nižších úřadech v Českého království. V letech 1735–1739 byl císařským velvyslancem v Petrohradu a poté vyslancem v Londýně (1740–1741). Svou kariéru završil ve funkci prezidenta říšské dvorní rady (1742). Byl majitelem několika velkých panství v Čechách (Dačice, Malešov), kde inicioval stavební přestavby ve stylu baroka.

## Životopis

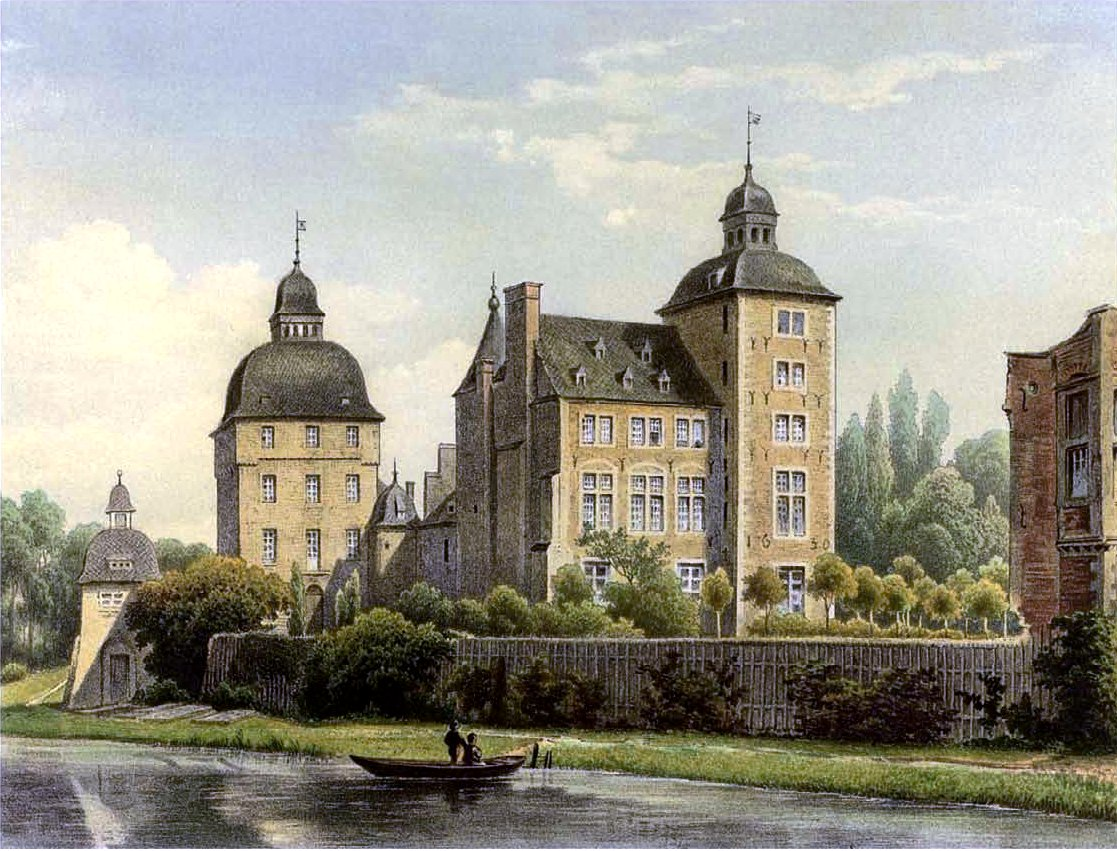
Zámek Myllendonk v Dolním Porýní, majetek Osteinů

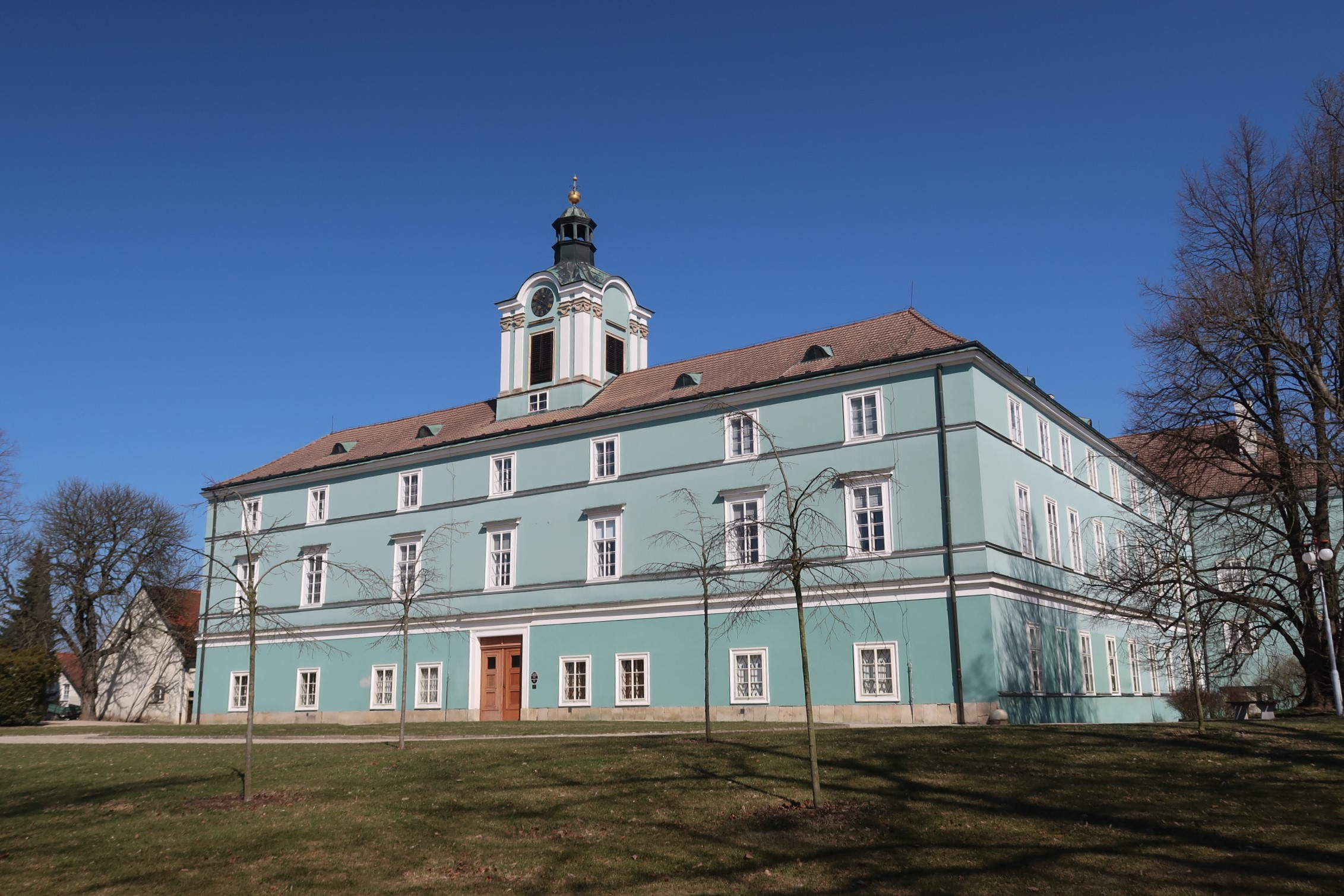
Zámek Dačice, hlavní sídlo Jindřicha Karla Osteina

Pocházel z německého šlechtického rodu Osteinů původem z Alsaska, od roku 1712 v říšském hraběcím stavu. Narodil se v rodinném paláci v Amorbachu v Bavorsku, byl synem hraběte Jana Františka Šebestiána z Osteinu (1652–1718) a jeho manželky Anny Charlotty, rozené Schönbornové (1671–1716). Díky matce měl vlivné příbuzenské vazby na rod Schönbornů, jeho strýci byli würzburský biskup Jan Filip Schönborn a bamberský biskup Bedřich Karel Schönborn. Jindřich Karel Ostein vystudoval práva a ve službách svého dalšího strýce, mohučského arcibiskupa Lothara Františka Schönborna, zahájil kariéru jako vládní rada mohučské diecéze, kde byl zároveň komořím, dále byl komořím lotrinského vévody Leopolda Josefa. Díky českému inkolátu zastával také funkce v Českém království, kde byl přísedícím komorního a dvorského soudu. Zasedal také v českém zemském sněmu za panský stav a zúčastnil se práce v různých komisích zaměřených na finanční problematiku. Během pobytu Karla VI. v Praze při příležitosti korunovace českým králem byl Ostein jmenován císařským komořím (1723) a v roce 1725 se stal členem říšské dvorní rady. Později se uplatnil v diplomatických službách císaře Karla VI. a v letech 1734–1739 byl velvyslancem v Petrohradu. Jeho oficiální rezidencí byl v té době pronajatý palác Dolgorukých v Moskvě, který byl osobním majetkem předchozího velvyslance Františka Karla Vratislava z Mitrovic. V letech 1740–1741 byl vyslancem v Londýně. Ve složitých poměrech války o rakouské dědictví kvůli svému majetkovému zázemí v Říši nakonec přešel do služeb Karla Alberta Bavorského, který byl hlavním protivníkem Marie Terezie. V roce 1742 byl jmenován císařským tajným radou a stal se prezidentem říšské dvorní rady, krátce poté ale zemřel. Příčinou úmrtí byly patrně neštovice, je pohřben v Geisenheimu na Rýně; toto panství mu patřilo od roku 1732 a v následující generaci zde byl postaven honosný zámek Palais Ostein.

## Rodina

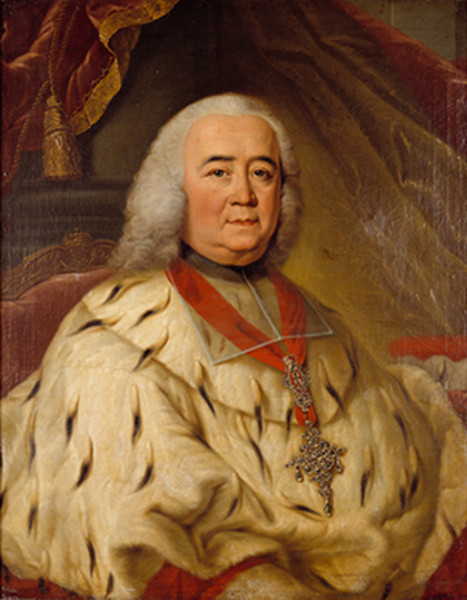
Jindřichův starší bratr Bedřich Karel (1689–1763), arcibiskup v Mohuči a arcikancléř Svaté říše římské

Byl dvakrát ženatý. Jeho první manželkou byla od roku 1733 Marie Anna von Berlepsch (1707–1737), dáma Řádu hvězdového kříže, která zemřela v Petrohradě, ale je pohřbena v Dačicích. Podruhé se oženil v roce 1741 s hraběnkou Klárou Alžbětou von Eltz (1720–1786). Tímto sňatkem získal příbuzenské vazby na rodinu mohučského arcibiskupa a říšského arcikancléře Filipa Karla Eltze, což přispělo k Osteinovu přechodu od Habsburků do služeb Karla Alberta Bavorského. Z prvního manželství se narodili tři potomci, z nichž syn Jan Karel František zemřel krátce po narození v Petrohradě. Dcera Johanna Marie (1733–1809) byla manželkou státního a konferenčního ministra Karla Bedřicha Hatzfelda (1718–1793). Pokračovatelem rodu syn Jan Bedřich Karel Maxmilián (1735–1809), který byl dědicem rodového majetku. Syn z druhého manželství Filip František Karel (1742–1766) narozený až po otcově smrti byl kanovníkem v Mohuči, Trevíru a Würzburgu, zemřel ale již ve věku 24 let.
Jindřich Karel měl devět sourozenců. Nejmladší z bratrů Ludvík Vilém (1705–1757) sloužil v armádě a dosáhl hodnosti říšského generála-polního podmaršála (1750). Další čtyři bratři byli církevními hodnostáři. Z nich vynikl nejstarší Jan Bedřich Karel (1689–1763), který byl od roku 1743 arcibiskupem v Mohuči a arcikancléřem Svaté říše římské. Po zmíněných Schönbornovi a Eltzovi byl třetím blízkým příbuzným Jindřicha Karla, který tyto funkce zastával.

## Majetek v Čechách

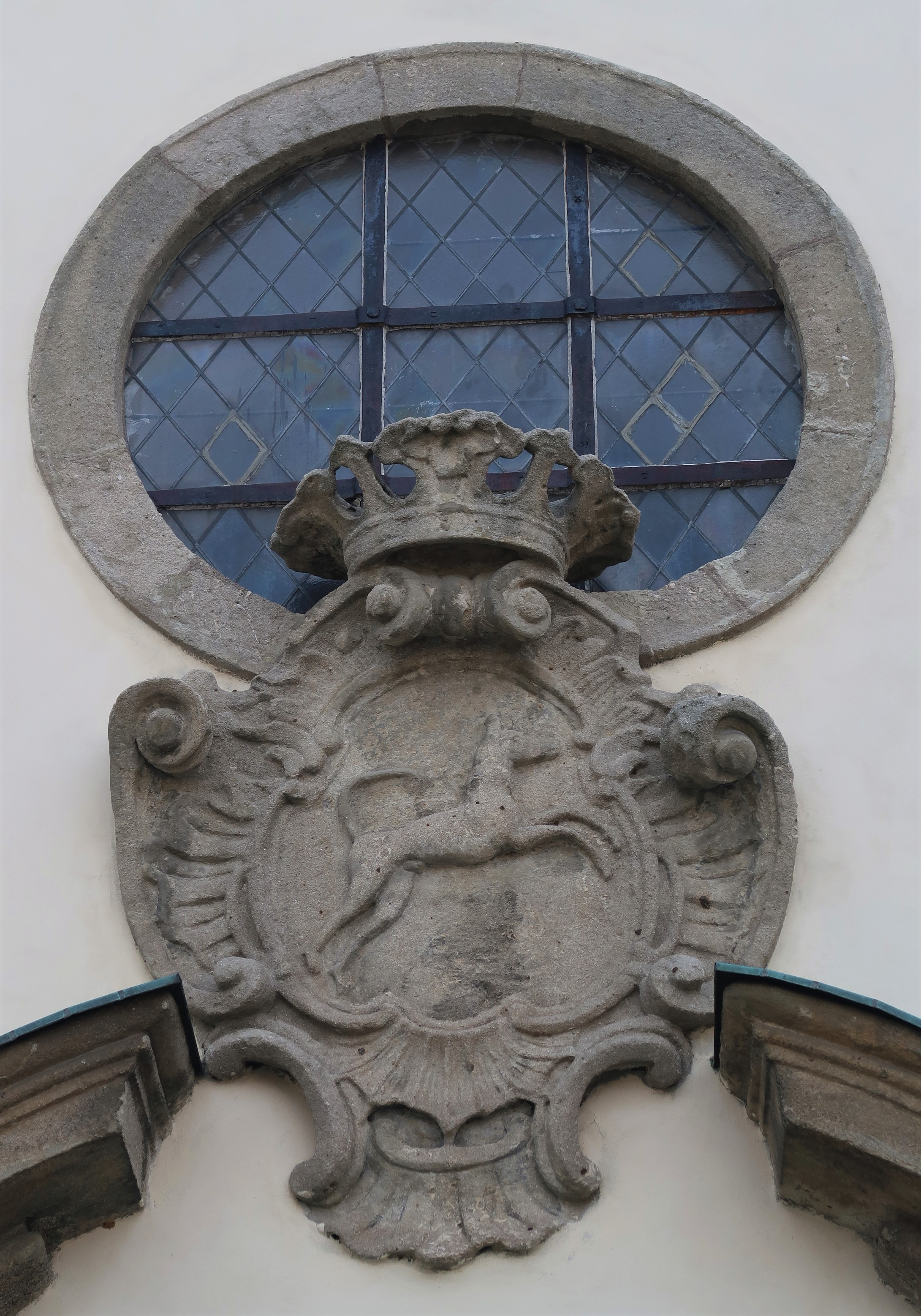
Erb Osteinů nad vstupem do kostela sv. Václava v Malešově

Kromě statků v Říši (v Horních Francích nebo zámek Myllendonk v Dolním Porýní) byl Jindřich Karel také majitelem rozsáhlých panství v Čechách. Jeho strýc, würzburský a bamberský kanovník Jan František z Osteinu (1649–1718) koupil v roce 1710 od Halleweillů za 450 000 zlatých panství Malešov s městečkem a 23 vesnicemi u Kutné Hory. Po něm zdědil tento majetek Jindřich Karel, který v roce 1719 přikoupil sousední statek Úmonín se zámkem a vesnicí Mezholezy. Malešovská tvrz byla v té době již nevyhovujícím objektem a formálně bylo sídlo panství na zámku Roztěž postaveném v předchozím století Janem Šporkem. Součástí malešovského panství byl také dříve samostatný statek Dobřeň s tvrzí připomínanou ještě v roce 1738. Ostein roce 1725 prodal Malešov za 600 000 zlatých hraběti Karlu Jáchymovi z Bredy, který ale ani po několika letech odkladů nesplnil podmínky kupní smlouvy a panství se vrátilo do držby Osteinů. Z doby chystané dražby Bredova majetku je dochován podrobný inventární soupis malešovského panství (1738). Po zpětném převzetí Malešova dokončil Jindřich Karel z Osteinu novostavbu kostela sv. Václava, což dokládá rodový erb nad vstupem do kostela. Další erb Osteinů je umístěn na podstavci sousoší tří svatých taktéž v Malešově.
Jindřich Karel z Osteinu v roce 1728 od hraběte Václava Vojtěcha Bruntálského z Vrbna koupil panství Dačice, za něž zaplatil 426 000 zlatých. Na rozdíl od Malešova se v Dačicích trvale usadil a v letech 1732–1733 podnikl stavební úpravy dačického zámku ve stylu baroka. Jednalo se o úpravu zahradního průčelí a rozšíření bočních křídel zámecké budovy, adaptace se dotkly i interiérů. Pobyt v Dačicích trval však jen krátce, protože od roku 1734 Jindřich Karel pobýval na diplomatických misích v zahraničí. Jeho první manželka Marie Anna von Berlepsch si ale Dačice oblíbila a po svém předčasném úmrtí zde byla pohřbena, ačkoliv zemřela v Petrohradě. Malešov a Dačice zůstaly v majetku Osteinů do roku 1809, poté adopcí a odkazem přešly na spřízněný rod Dalberg-Ostein.